# Mattia Bais
Mattia Bais (Rovereto, 19 de octubre de 1996) es un ciclista italiano, miembro del Team Polti VisitMalta.

## Biografía
Su hermano es el también ciclista profesional Davide. En 2020 disputó el Giro de Italia, siendo su primera gran vuelta.

## Palmarés
2018
- 1 etapa de la Carpathian Couriers Race

## Resultados en Grandes Vueltas
| Carrera | Carrera         | 2019 | 2020  | 2021 | 2022 | 2023 | 2024 | 2025 |
| ------- | --------------- | ---- | ----- | ---- | ---- | ---- | ---- | ---- |
|         | Giro de Italia  | —    | 102.º | —    | 82.º | 47.º | 61.º | 69.º |
|         | Tour de Francia | —    | —     | —    | —    | —    | —    | —    |
|         | Vuelta a España | —    | —     | —    | —    | —    | —    | —    |

—: no participa
Ab.: abandono